# Île aux Cygnes
Île aux Cygnes (pol. Wyspa Łabędzia) – mała wyspa na rzece Sekwanie w Paryżu o powierzchni 1,3 ha, położona między 15. a 16. dzielnicą Paryża. Administracyjnie należy do 15. dzielnicy Paryża. Wyspa została zbudowana w 1827 roku w celu ochrony portu w Grenelle. Wyspa jest długa na 890 m oraz ma 11 m w najszerszym miejscu. Aleja wzdłuż całej wyspy obsadzona jest drzewami i nosi nazwę Allée des Cygnes. Przez Île aux Cygnes przechodzą trzy mosty Pont de Grenelle, Pont Rouelle oraz Pont de Bir-Hakeim.

## Statua Wolności

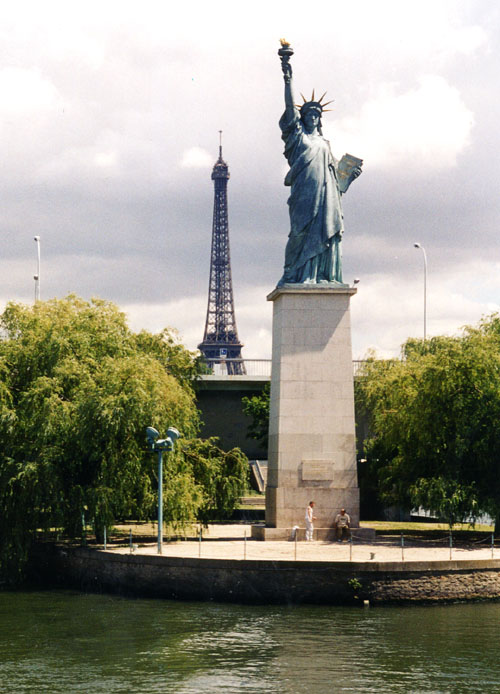
Replika Statuy Wolności na Île aux Cygnes

Najbardziej charakterystycznym miejscem na wyspie jest replika Statuy Wolności z Nowego Jorku. Statua stanęła na wyspie 15 listopada 1889 roku i została sfinansowana przez mieszkających w Ameryce Francuzów dla uczczenia stulecia rewolucji francuskiej. Pomnik był początkowo skierowany na wschód od Wieży Eiffla, lecz został przesunięty na zachód od wieży w trakcie trwania Wystawy światowej, którą Paryż organizował w 1937 roku. Na tablicy znajdującej się w lewej ręce statuy znajduje się inskrypcja „IV Juillet 1776 = XIV Juillet 1789”, co odpowiednio oznacza daty amerykańskiego Dnia Niepodległości oraz dnia zdobycia Bastylii.

Plan wyspy Île aux Cygnes